# جستن لين
جوستين لين (بالإنجليزية: Justin Lin)‏ مخرج سينمائي أمريكي من أصول تايوانية.

## وصلات خارجية
- جستن لين على موقع IMDb (الإنجليزية)
- جستن لين على موقع روتن توميتوز (الإنجليزية)
- جستن لين على موقع ألو سيني (الفرنسية)
- جستن لين على موقع ميوزك برينز (الإنجليزية)
- جستن لين على موقع أول موفي (الإنجليزية)
- جستن لين على موقع بوكس أوفيس موجو (الإنجليزية)
- جستن لين على موقع قاعدة بيانات الأفلام السويدية (السويدية)
- جستن لين على موقع إن إن دي بي (الإنجليزية)
- جستن لين على موقع قاعدة بيانات الفيلم (الإنجليزية)
- جستن لين على موقع كينوبويسك (الروسية)